# 毛松年
毛松年（1911年—2005年8月21日），字濟滄，廣東番禺人，中華民國政治人物，官至行政院僑務委員會委員長。